# Lukas Fadinger
Lukas Fadinger (* 27. September 2000) ist ein österreichischer Fußballspieler.

## Karriere

### Verein
Fadinger begann seine Karriere beim USV Mitterdorf an der Raab. 2008 kam er in die Jugend des SK Sturm Graz, bei dem er später auch in der Akademie spielte.
Im August 2017 debütierte er für die Amateure von Sturm in der Regionalliga, als er am vierten Spieltag der Saison 2017/18 gegen den TuS Bad Gleichenberg in der Startelf stand und in der 86. Minute durch Jan Ostermann ersetzt wurde. Bis Saisonende folgten noch 15 weitere Einsätze für Sturm II in der Regionalliga.
Im Mai 2018 gab er sein Debüt für die Profis in der Bundesliga, als er am 35. Spieltag jener Saison gegen den FC Admira Wacker Mödling in der 80. Minute für Thorsten Röcher eingewechselt wurde.
Zur Saison 2019/20 wurde er an den Zweitligisten SV Lafnitz verliehen. Während der Leihe kam er zu 24 Einsätzen in der 2. Liga. Nach dem Ende der Leihe kehrte er allerdings nicht mehr zu Sturm zurück. Daraufhin wechselte er im September 2020 zum Ligakonkurrenten TSV Hartberg, bei dem er einen bis Juni 2022 laufenden Vertrag erhielt. Bei Hartberg spielte er jedoch keine Rolle und kam bis zur Winterpause zu keinem Ligaeinsatz. Daraufhin wurde er im Jänner 2021, wie schon 2019/20 von Sturm Graz, an den Zweitligisten Lafnitz verliehen. Bis Saisonende kam er zu 16 Zweitligaeinsätzen für Lafnitz. Im Juni 2021 wurde sein Vertrag in Hartberg bis 2023 verlängert, zudem wurde er für eine weitere Spielzeit nach Lafnitz verliehen. In der Saison 2021/22 absolvierte er dann 22 Zweitligapartien, in denen er fünfmal traf.
Zur Saison 2022/23 kehrte er nach Hartberg zurück. Für Hartberg kam er zu 30 Bundesligaeinsätzen, in denen er zweimal traf. Nach der Saison 2022/23 verließ er Hartberg, woraufhin er zur Saison 2023/24 zum Ligakonkurrenten SCR Altach wechselt, bei dem er einen bis 2025 laufenden Vertrag erhielt. Für Altach kam er insgesamt zu 56 Bundesligaeinsätzen.
Zur Saison 2025/26 wechselte er nach Schottland zum FC Motherwell.

### Nationalmannschaft
Fadinger spielte im Oktober 2015 erstmals für eine österreichische Jugendnationalauswahl. Im November 2019 spielte er gegen Ungarn erstmals für die U-21-Mannschaft.